# روزشمار سید روح‌الله خمینی
سید روح‌الله خمینی در ۱ مهر ۱۲۸۱ خورشیدی (۲۴ سپتامبر سال ۱۹۰۲ میلادی) در خمین به دنیا آمد. روح‌الله خمینی تحصیلات ابتدایی و مقدماتی را در نوجوانی و آغاز جوانی در مکتب محلی و مدرسه‌ای در خمین گذراند. سید مصطفی در اسفند ۱۲۸۱ خورشیدی (ذی‌الحجه ۱۳۲۰ قمری) و در پنج‌ماهگی روح‌الله، در مسیر خمین به اراک مورد حمله قرار گرفت و با اصابت چند گلوله به ناحیه کتف و کمر جان باخت.
خمینی پس از تحصیلات مقدماتی خود در خمین، در ۱۹ سالگی، به سال ۱۲۹۹ خورشیدی، برای تکمیل تحصیلات خود راهی اراک شد. یکسال بعد بدنبال مهاجرت عبدالکریم حائری یزدی برای تأسیس حوزه علمیه قم، خمینی نیز راهی این شهر شد. او در حوزه علمیه به تحصیل فقه، فلسفه اسلامی و عرفان پرداخت و در سال ۱۳۱۳ به اجتهاد رسید. روح‌الله در سال ۱۳۰۸ هجری خورشیدی با خدیجه ثقفی دختر میرزا محمد ثقفی تهرانی ازدواج کرد.
پس از مرگ سید حسین بروجردی (۱۳۴۰ ش)، به مبارزه با سیاست‌های محمدرضا پهلوی به خصوص انقلاب سفید پرداخت و به دلیل اعتراض به تبعیت شاه از سیاست اسرائیل و ایالات متحده در عاشورای ۱۳۴۲ خورشیدی، ۱۰ ماه زندانی شد و سپس در ۱۳۴۳ به دلیل سخنرانی علیه اعطای کاپیتولاسیون به مستشاران نظامی آمریکایی، تبعید شد. وی ۱۴ سال در تبعید زیست، که حدود یک سال در ترکیه، سپس عراق، و در پایان چند ماه در فرانسه بود. طی این مدت پیگیر اوضاع سیاسی ایران بود، با ارسال پیام و اعلامیه، اسلام‌گرایان و مخالفان را رهبری و به تدوین نظریه ولایت فقیه پرداخت. وی در آخرین روزهای منتهی به پیروزی انقلاب ۱۳۵۷ به عنوان رهبر آن، شورای انقلاب و دولت موقت را تشکیل داد. پس از خروج شاه از ایران، در ۱۲ بهمن ۱۳۵۷ خمینی به ایران بازگشت و در ۲۲ بهمن انقلاب پیروز شد.
با فرمان او، کمیته امداد، جهاد سازندگی، سپاه پاسداران انقلاب اسلامی، نهضت سوادآموزی، سازمان بسیج مستضعفین، و شورای عالی انقلاب فرهنگی تشکیل شد. وی در اواخر شب، ۱۳ خرداد سال ۱۳۶۸، (۳ ژوئن ۱۹۸۹) برابر با ۲۴ شوال ۱۴۰۹، در ساعت ۲۲ و ۲۰ دقیقه در سن ۸۶ سالگی درگذشت. مراسم خاکسپاری او با حضور بیش از ۱۰ میلیون نفر که در حدود یک ششم جمعیت آن زمان ایران را شامل می‌شد، در کتاب رکوردهای گینس به عنوان شلوغ‌ترین تشییع جنازهٔ تاریخ ثبت شد.

## سال‌شمار
| سال هجری خورشیدی | رویدادهای زندگی و سرگذشت                                                                       |
| ---------------- | ---------------------------------------------------------------------------------------------- |
| ۱۲۸۱             | قتل سید مصطفی پدر روح الله، تولد روح الله خمینی                                                |
| ۱۳۰۰             | مهاجرت به قم برای تحصیلات حوزوی                                                                |
| ۱۳۰۸             | ازدواج با خدیجه ثقفی                                                                           |
| ۱۳۱۳             | نیل به درجه اجتهاد                                                                             |
| ۱۳۲۵             | مرجعیت و ریاست سید حسین بروجردی در قم                                                          |
| ۱۳۴۱             | مخالفت با طرح انقلاب سفید                                                                      |
| ۱۳۴۲             | تشدید مبارزه، قیام پانزده خرداد و زندانی شدن خمینی و اعلام رسمی مرجعیت وی توسط علما            |
| ۱۳۴۳             | مبارزه با کاپیتولاسیون و تبعید به ترکیه                                                        |
| ۱۳۴۸             | طرح درس ولایت فقیه در نجف                                                                      |
| ۱۳۵۶             | مرگ مشکوک سیدمصطفی خمینی، انتشار مقاله علیه وی در روزنامه اطلاعات و آغاز قیام علیه محمدرضا شاه |
| ۱۳۵۷             | پیروزی انقلاب به رهبری روح الله خمینی، بازگشت به ایران و پایان حکومت پهلوی                     |
| ۱۳۵۸             | تأسیس جمهوری اسلامی، احراز جایگاه رهبری نظام به عنوان ولی فقیه با رفراندوم قانون اساسی         |
| ۱۳۵۹             | آغاز جنگ ایران و عراق                                                                          |
| ۱۳۶۰             | انقلاب فرهنگی به دستور خمینی                                                                   |
| ۱۳۶۷             | پذیرش صلح با عراق توسط خمینی و پایان جنگ؛ عزل منتظری از قائم مقام رهبری                        |
| ۱۳۶۸             | دستور بازنگری قانون اساسی، درگذشت روح الله خمینی                                               |

## روزشمار
۱۷ مهر

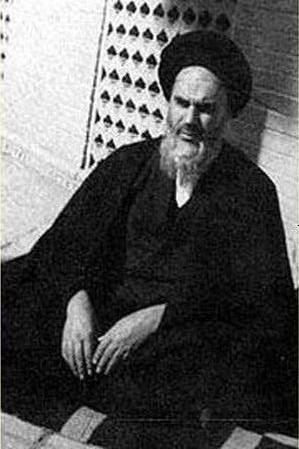
سید روح‌الله خمینی در خانۀ خود در قم

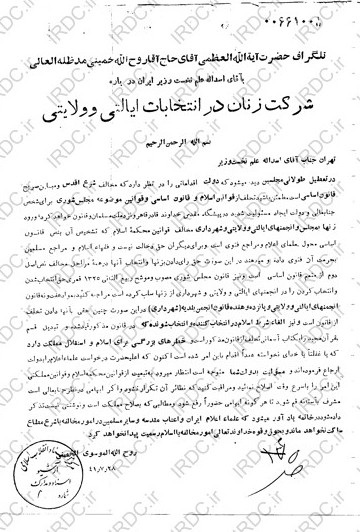
تلگراف خمینی به اسدالله علم (نخست وزیر)

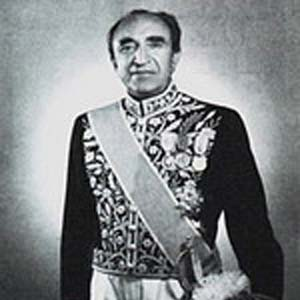
اسدالله علم نخست وزیر دولت تصویب‌کننده لایحه تشکیل انجمن‌های ایالتی و ولایتی

- به دنبال تصویب لایحه تشکیل انجمن‌های ایالتی و ولایتی در ۱۴ مهر ۱۳۴۱ جمعی از روحانیون و علمای شهر قم مخالفت‌هایی نسبت به این مصوبه ابراز کردند. سید روح‌الله خمینی از جمله این علماء بود. آنان از محمدرضا پهلوی خواستند این تصویب‌نامه را لغو کند.

۲۸ مهر
- سید روح‌الله خمینی طی تلگرافی به اسدالله علم یادآور شد «تخلف از قوانین اسلام و قانون اساسی و قوانین موضوعه مجلس شورای ملی برای شخص جنابعالی و دولت ایجاد مسئولیت شدید در پیشگاه خداوند قادر و قاهر و نزد ملت مسلمان و قانون خواهد کرد. »

۱۵ آبان
- خمینی تلگراف دیگری خطاب به اسدالله اعلم (نخست وزیر) ارسال کرد. در این نامه سید روح‌الله خمینی با لحنی شدیدتر از دولت انتقاد کرد. خمینی در تلگراف دیگری به شاه به عملکرد علم دربارهٔ تصویب لایحه انجمن‌های ایالتی و ولایتی اعتراض کرد.

۱۷ آبان
- پیرو تلگراف‌های سید روح‌الله خمینی و اسدالله علم، اصناف و مردم حمایتشان را از روحانیون قم و تنفرشان را از تصویب‌نامه دولت ابراز کردند.

۸ آذر
- در اثر فشار روحانیون تصویب‌نامه انتخابات انجمن‌های ایالتی و ولایتی به وسیله اسدالله علم لغو می‌گردد. الغاء این مصوبه به قم به وسیله تلگراف مخابره می‌گردد.

۱۱ آذر
- به دنبال لغو تصویب‌نامه دولت، خمینی به مناسبت آغاز درس حوزه سخنرانی کرد. وی در این نطق دولت را به شدت مورد نکوهش و انتقاد قرار داد.

۲ بهمن
- خمینی همه‌پرسی را تحریم کرد. پس از این تحریم مردم به پشتیبانی از سید روح‌الله خمینی و مخالفت با اسدالله علم تظاهرات به راه انداختند.

|  | اسدالله اعلم روز ۶ بهمن ۱۳۴۱ را روز همه‌پرسی اعلام کرده بود و گفته بود لوایح ششگانه شاه به همه‌پرسی گذاشته خواهد شد. |

۲۲ اسفند
- خمینی اعلامیه‌ای با مضمون به خطر افتادن اسلام منتشر کرد. وی در این اعلامیه که خطاب به همه علماء و روحانیون کشور بود اشاره کرد «اینجانب عید نوروز را به عنوان عزا و تسلیت به امام عصر عجل الله تعالی فرجه شریف جلوس می‌کنم و به مردم اعلام خطر می‌نمایم. » پیرو این اعلامیه، علمای سرتاسر کشور اعلامیه‌های مشابه صادر کردند.

## ۱۳۴۲
۱ فروردین
- با شروع سال اعلامیه سید روح‌الله خمینی و دیگر علماء در همه جا توزیع شد.
- با تحریم نوروز از سوی روح‌الله خمینی، مجالس جشن و شادی در کشور برگزار نشد. بعضی از مراجع نیز بر سر درمنازل خود، پرچم سیاه افراشتند.

۲ فروردین
- نیروهای امنیتی در مدرسه فیضیه قم به روحانیون و مردم حمله‌ور شدند.

۳ فروردین
- به دلیل رویداد مدرسه فیضیه قم، روحانیون به سید روح‌الله خمینی تسلیت گفتند. خمینی نیز در پاسخ به روحانیون اعلامیه‌ای صادر کرد.

۱۴ فروردین
- سید محسن حکیم طی تلگرافی به سید روح‌الله خمینی به مناسبت حادثه مدرسه فیضیه کلیه آیات عظام و علماء را دعوت به مهاجرت به عتبات عالیات نمود.

۲۳ فروردین
- سید روح‌الله خمینی طی تلگرافی خطاب به سید محسن حکیم مهاجرت روحانیون به عتبات عالیات را مصلحت ندانسته و این نتیجه این مهاجرت را «قرار گرفتن مردم درشکنجه و عذاب الیم» برشمرد.

۱ اردیبهشت
- به دنبال فرمان اعزام روحانیون قم به سربازی، خمینی اعلامیه‌ای صادر نمود. به دنبال این اعلامیه از عموم طبقات مردم خواسته شد که مراسم سوگواری برای شهدای روحانیت بر پا گردد.

۱۱ اردیبهشت
- مراسم چهلمین روز کشته شدگان رویداد مدرسه فیضیه قم برگزار شد.

۲۸ اردیبهشت
- سید روح‌الله خمینی به مناسبت نزدیک شدن محرم اعلامیه‌ای صادر کرد. وی به خطیبان و روحانیون توصیه کرد در سخنرانی‌های خود به مصیبت‌های وارده به اسلام و خطر اسرائیل و عمال آن اشاره نمایند.

- به مناسبت عاشورا در قم و شهرهای دیگر تظاهرات ضدحکومتی برگزار گردید. خمینی سخنرانی انتقادآمیزی علیه شاه ایراد کرد.

- منزل سید روح‌الله خمینی در قم توسط نیروهای امنیتی حکومت پهلوی محاصره شد. مأموران پس از ورود به منزل، وی را دستگیر کرده و به باشگاه افسران تهران بردند.
- به دلیل دستگیری سید روح‌الله خمینی شهر قم حالت تعطیلی به خود گرفت و نیروهای امنیتی به معترضان در خیابان تیراندازی کردند. تعدادی زیادی از مغازه‌های تهران تعطیل شد و تعدادی از دانشجویان به نشانه اعتراض از حضور در جلسه درس خودداری کردند. همچنین راه‌پیمایی‌های متعددی در شهرهای مختلف ایران بر پا شد. تعدادی از معترضین توسط نیروهای حکومتی کشته یا زخمی شدند. همچنین برخی روحانیون بازداشت گردیدند.

- خمینی از باشگاه افسران به زندان قصر منتقل گردید.

- بسیاری از روحانیون به خمینی تلگراف زدند و از بازداشت وی و دیگر علماء اظهار تأسف کردند.
- عده زیادی از آیات عظام، علماء و روحانیون به تهران آمده و خواستار آزادی سید روح‌الله خمینی شدند.

۴ تیر
- خمینی از زندان قصر به پادگان عشرت آباد منتقل گردید.

۲ مرداد

سید محمدهادی میلانی بازداشت خمینی را محکوم کرد.

- سید محمدهادی میلانی و سید ابوالحسن رفیعی قزوینی اعلامیه‌های جداگانه‌ای صادر کرده و بازداشت خمینی را محکوم کردند.

۱۱ مرداد

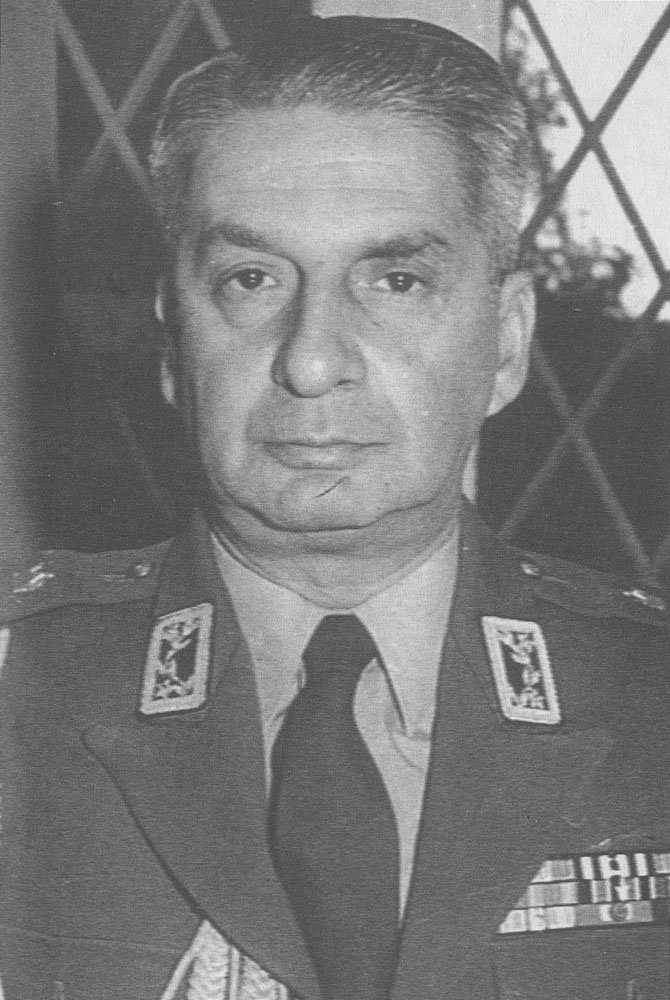
سرلشکر حسن پاکروان رئیس ساواک در پادگان عشرت آباد به دیدار خمینی رفت.

- سرلشکر حسن پاکروان رئیس ساواک در پادگان عشرت آباد به دیدار خمینی رفت و به وی گفت شما آزاد هستید. سرهنگ مولوی، روح‌الله خمینی و سید حسن طباطبایی قمی را به داودیه و در خانه‌ای متعلق به ساواک منتقل کرد.
- پس از آزادی سید روح‌الله خمینی بسیاری از هواداران وی برای دیدار با او به داودیه رفتند. این دیدارها تا چند روز ادامه داشت.

۱۲ مرداد
- ماموران حکومتی منزل داودیه (محل اسکان روح‌الله خمینی) را محاصره کردند و از آمد و شدها جلوگیری کردند.
- اعلامیه‌ای از طرف ساواک صادر شد. در این اعلامیه از قول ساواک آمده است: «بین مقامات انتظامی و حضرات آقایان خمینی، قمی و محلاتی تفاهمی حاصل شده است که در امور سیاسی مداخله نخواهند کرد. »

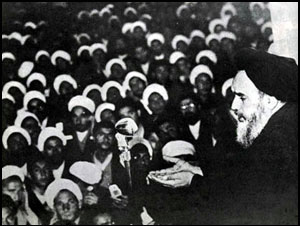
سخنرانی سید روح‌الله خمینی علیه کاپیتولاسیون در سال ۱۳۴۳

## ۱۳۴۳
۱۷ فروردین
- جواد صدر وزیر کشور در قیطریه به دیدار روح‌الله خمینی رفت. وی از طرف شاه و دولت آزادی مطلق را به وی اعلام کرد.

۱۸ فروردین
- خمینی وارد قم شدند و به منزل خود رفتند.

۱۹ فروردین
- به مناسبت ورود روح‌الله خمینی به شهر قم، مردم جشن گرفتند و عده‌ای برای ملاقات وی از شهرهای مختلف به قم آمدند.

۲۰ فروردین
- جواد صدر به قم رفت و با سید روح‌الله خمینی دیدار کرد.

۲۱ فروردین
- در جشنی که به مناسبت آزادی خمینی در قم برقرار شده بود قطعنامه‌ای صادر شد از جمله در این قطعنامه آمده بود: «اجرای قوانین اسلامی به صورت کامل خود و احیای سنت‌های متروکه شده دینی و انحلال مجلسین غیرقانونی، قطع ایادی استعمار و صهیونیسم از مملکت، جلوگیری از ظلم و فساد، اجرای قانون اساسی به معنای واقعی خود به ویژه اصل دوم متمم آن، الغاء تصویب‌نامه و لوایح ضد دینی. »

۲۶ فروردین
- خمینی در مسجد اعظم شهر قم در حضور طبقات مختلف مردم سخنرانی کرد.

۴ آبان
- خمینی در قم سخنرانی کرد و علیه کاپیتولاسیون، شاه، آمریکا و اسرائیل انتقادات شدیدی کرد. خبر سخنرانی وی در همه کشور پخش شد و نوار آن به همه جا ارسال گشت.

۱۳ آبان
- منزل سید روح‌الله خمینی در قم محاصره شده و وی بازداشت می‌گردد. پس از انتقال خمینی به فرودگاه مهرآباد وی را به ترکیه تبعید کردند. پس از تبعید روح‌الله خمینی بازارهای بسیاری از شهرهای ایران به تعطیلی کشیده شد.
- سازمان امنیت و اطلاعات کشور اعلامیه‌ای صادر کرد و گفت «اقدامات روح‌الله خمینی امنیت کشور را به خطر انداخته است. »
- تبعید خمینی باعث تعطیلی یک ماههٔ دروس حوزه علمیه و نمازهای جماعت در بسیاری از شهرها گردید.

۲۱ آبان

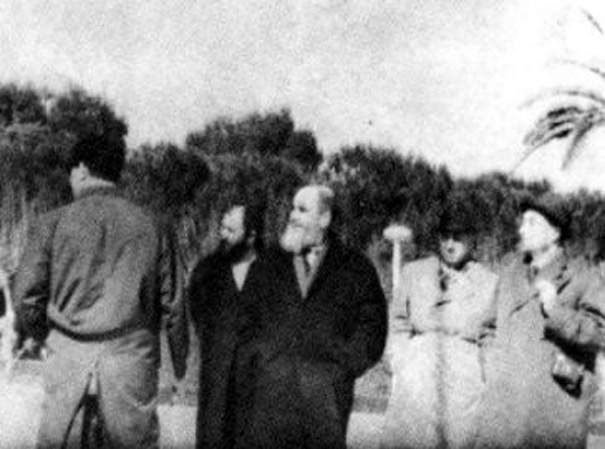
مقامات ترکیه خمینی را به شهر بورسا در ۴۶۰ کیلومتری غرب آنکارا نزدیک دریای مرمره منتقل کردند.

- مقامات ترکیه روح‌الله خمینی را به شهر بورسا در ۴۶۰ کیلومتری غرب آنکارا نزدیک دریای مرمره منتقل کردند.

## ۱۳۴۴
۱۴ شهریور
سید روح‌الله خمینی به‌همراه فرزندش مصطفی از ترکیه به عراق منتقل شد. او پس از ورود به بغداد برای زیارت راهی شهرهای کاظمین، سامرا و کربلا شد و یک هفته بعد به محل اصلی اقامت خود یعنی نجف عزیمت کرد.

## ۱۳۵۶
۶ مهر
- خمینی در نجف گفت: «اسلام از اول غریب بوده و هنوز هم غریب است و کسی اسلام را نشناخته است. »

۲۱ آبان
- روح‌الله خمینی طی ارسال پیامی «از ابراز احساسات ملت نسبت به قتل فرزند خود (مصطفی) تشکر کرد.»

۱ دی
- روح‌الله خمینی برای کمک به بازماندگان کشتار اسرائیل در لبنان پیام فرستاد.

۱۷ دی
- یک مقاله سفارشی و لاک و مهر شده توسط داریوش همایون وزیر اطلاعات و جهانگردی به روزنامه اطلاعات داده شد که در روزنامه درج کند. روزنامه اطلاعات این مقاله را در شماره امروز خود تحت عنوان ارتجاع سرخ و سیاه در ایران به قلم احمد رشیدی مطلق انتشار داد. در این مقاله روح الله خمینی را عامل انگلیس خواندند

۱۹ دی
- پیرو این مقاله تظاهرات‌هایی در شهرهای ایران برگزار شد. این اعتراض‌ها تا چند روز ادامه داشت. در قم عده‌ای به وسیله نیروهای امنیتی کشته شدند.

۲ بهمن
- خمینی پیرو رویداد قم (۱۹ دی) اعلامیه‌ای صادر کرد.

۸ اسفند
- روح‌الله خمینی به مناسبت تظاهرات ۲۹ دی تبریز و کشته شدن بسیاری از مردم تبریز برای آنان پیام داد.

## ۱۳۵۷
۴ فروردین
- خمینی به مناسبت اربعین کشته شدگان مردم تبریز پیام داد.

۴ اردیبهشت
- سید روح‌الله خمینی با روزنامه لوموند مصاحبه کرد و از حکومت پهلوی شدیداً انتقاد کرد.

۹ اردیبهشت
- خمینی به مناسبت اربعین کشته شدگان مردم یزد پیام داد.

- خمینی به مناسبت سالروز قیام ۱۵ خرداد ۱۳۴۲ پیام داد.

- خمینی به مناسبت دومین اربعین کشته شدگان قم پیام داد.

۲۲ مرداد
- سید روح‌الله خمینی به مناسبت کشتار مردم اصفهان و شیراز پیام داد.

۲۸ مرداد
- سینما رکس آبادان به آتش کشیده شد.

۳۱ مرداد

روزنامه اطلاعات از خاموش‌سازی آتش در سینما رکس آبادان می‌گوید.

- خمینی از کشتار آبادان (سینما رکس) ابراز تأثر و تاسف کرد.

۶ شهریور

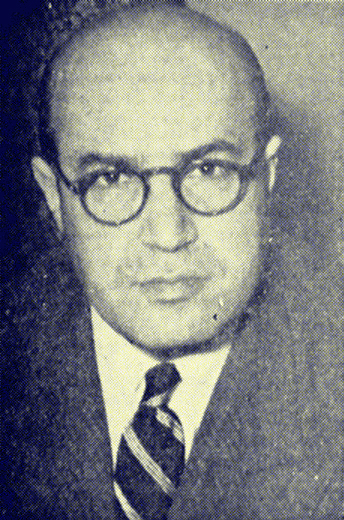
جعفر شریف‌امامی

- سید روح‌الله خمینی به دنبال نخست وزیری جعفر شریف‌امامی اعلامیه‌ای صادر کرد.

۱۶ شهریور
- هیئت دولت طی مصوبه‌ای اعلام کرد، از روز ۱۷ شهریور به مدت ۶ ماه در تهران و ۱۱ شهر دیگر حکومت نظامی برقرار است.

۱۷ شهریور
- مردم تهران در میدان ژاله تظاهراتی علیه رژیم پهلوی به راه انداختند. در این روز تعداد زیادی کشته شدند. این روز به جمعه سیاه مشهور شد.

۱۸ شهریور
- خمینی به مناسبت اعلام حکومت نظامی و کشتار مردم (رویداد ۱۷ شهریور ۵۷) پیامی فرستاد.

۲۱ شهریور
- خمینی به مناسبت هفتم شهدای ۱۷ شهریور پیام داد.

۲۷ شهریور
- سید روح‌الله خمینی به مناسبت زلزله طبس پیامی فرستاد و به مردم گوشزد کرد «نهضت اسلامی را ادامه دهید و تا برچیده شدن دستگاه قلدری و استبداد از قیام خود دست نکشید. »

۲ مهر
- منزل خمینی در نجف به محاصره نظامی ارتش عراق درآمد و دولت عراق برای فعالیت وی محدودیت ایجاد نمود.

۱۰ مهر
- سفیر عراق در پاکستان با صدور اعلامیه‌ای علت ایجاد محدودیت برای خمینی را توضیح داد. وی در اعلامیه آورده بود:«که اقدامات مقامات عراقی در مورد آیت‌الله خمینی عبارت از آن بوده است که ایشان را در خانه‌ای که به سر می‌برند زیر نظر قرار دادند تا اجازه داده نشود که ایشان از محل سکونت خویش به عنوان کانونی برای فعالیت‌های ضدایرانی استفاده کنند.»

۱۳ مهر
- بر اثر فشارها و محدودیت‌های اعمال شده توسط دولت عراق، سید روح‌الله خمینی به همراه عده‌ای از مأمورین عراقی با اتومبیل به سوی کشور کویت حرکت کردند و خود را در پاسگاه مرزی کویت به مقامات کویت معرفی کردند ولی دولت کویت با ورود وی موافقت نکرد و نتیجتاً دوباره به عراق بازگشتند.
- آیات عظام مقیم ایران به محض اطلاع از این که خمینی باید عراق ترک نماید به مخابره تلگراف و فرستادن پیام مبنی بر مخالفت با این اقدام مبادرت کردند.

۱۴ مهر
- خمینی از بغداد عازم نوفل لوشاتو (روستایی در نزدیکی پاریس) شد. وی پیش از رفتن به فرانسه اعلامیه‌ای صادر کرد.
- آیات عظام سید محمدرضا گلپایگانی، سید محمدکاظم شریعتمداری، سید شهاب‌الدین مرعشی نجفی مشترکاً اعلامیه‌ای دربارهٔ رفتار غیرانسانی رژیم عراق نسبت به خمینی صادر کردند. گروه کثیری از ایرانیان در کویت به مناسبت رفتار آن کشور با سید روح‌الله خمینی دست به تظاهرات زدند.

۱۵ مهر
- نهضت آزادی ایران برای خمینی پیام فرستاد.

۱۶ مهر
- خمینی طی بیانیه‌ای از دانشجویان ایرانی خواست تا ارتش را به قیام علیه شاه تشویق کنند و از اعتصاب عمومی کارگران و کارمندان حمایت کنند.
- عده زیادی از ایرانیان برای دیدار روح‌الله خمینی عازم پاریس شدند.
- تلگرام‌های زیادی از ایران و دیگر کشورها به پاریس مخابره شد.
- سید شهاب‌الدین مرعشی نجفی از علمای قم برای ژیسکاردستن رئیس جمهور فرانسه پیامی فرستاد و از وی خواست از مهمان نوازی در حد اعلا دربارهٔ خمینی کوتاهی نشود.
- جمعی از اساتید حوزه علمیه قم بیانیه‌ای علیه رفتار غیرانسانی رژیم بعثی عراق صادر کردند.

۱۷ مهر
- روحانیون نجف طی پیامی به خمینی گفتند:«برای ما جدایی و محرومیت از افاضات عالیه و رهبری‌های حکیمانه و خردمندانه آن حضرت، دردناکترین مصیبت و خسارت جبران‌ناپذیر است. »
- علمای نجف به ژیسکاردستن پیامی فرستادند و گفتند «جامعه روحانیت نجف اشرف از شما به طور جدی انتظار دارد از هیچ‌گونه کوشش و بذل و جهدی جهت حفظ و حراست معظم‌له دریغ نورزند.»
- مجمع علمای اندونزی طی پیامی خمینی را به اندونزی دعوت کردند.
- شیرازی طی تلگرافی از خمینی دعوت کرد به ایران بیایند.

۲۰ مهر
- خمینی به مناسبت اربعین شهدای ۱۷ شهریور اعلامیه‌ای صادر کرد.

۲۲ مهر
- خمینی با روزنامه فیگارو پاریس گفتگو کرد.

۲۴ مهر
- عده زیادی از اساتید دانشگاه‌های تهران، اصفهان و شیراز طی تلگرافی از ژیسکاردستن خواستند آزادی بیان برای روح‌الله خمینی در مدت اقامت وی در فرانسه فراهم باشد.
- سید روح‌الله خمینی مدت توقف خود را در پاریس تمدید کرد.

۴ آبان
- خمینی به مناسبت تولد شاه پیامی داد «"همه با هم هم‌صدا بشوید، همه با مسلمان‌ها هم‌صدا. اگر این صدای توحید را با هم بلند کنید. این تمام می‌شود کارش. اختلاف نیندازید که هر کس از یک گوشه‌ای بگیرد امروز اختلاف انتحار مسلمین است. باید همه با هم باشید. همه یک‌صدا و همه با یک صدا و آن یک صدا این است: مرگ بر شاه و بر این سلطنت. مرگ بر آنهایی که این را حمایت می‌کنند مثل کارتر...»

۱۳ آبان
- سید روح‌الله خمینی در گفتگو با رادیو و تلویزیون سوئد تأکید کرد «ملت حاضر نیست شاه باشد هر قدر هم عقب‌نشینی کند.»

۱۵ آبان
- سید روح‌الله خمینی با تلویزیون سی بی اس آمریکا مصاحبه کرد و گفت شاه باید برود.

۲۲ آبان
- خمینی با روزنامه لوموند پاریس مصاحبه کرد.